# اوغلی هایراپت
اوغلی هایراپت (ارمنی: Հայրապետ Աբդին օղլի؛ انگلیسی: Abdin Ołli Hayrapet حدود سده ۱۸ام )، عاشوق ارمنی‌تبار بود.

## زندگی‌نامه
وی در سده ۱۸ام میلادی در نو جلفا به دنیا آمد. وی در سده ۱۸ میلادی درگذشت.